# Bessa (Locride)
Bessa (in greco antico: Βήσσα?) era una città dell'antica Grecia ubicata in Locride, menzionata da Omero nel Catalogo delle navi dell'Iliade.

## Storia
All'epoca di Strabone, Bessa non esisteva più e nel presunto luogo in cui si trovava c'era una foresta. Il suo nome era Βήσσα - con doppia sigma, a differenza di altro toponimo simile di un demo attico chiamato Βήσα, da scrivere con una sola sigma - luogo boscoso.